# Hanna Elffors Elfström
Hanna Vilhelmina Elffors Elfström (* 18. März 1995 in Stockholm) ist eine schwedische Schauspielerin.

## Leben und Karriere
Elfström wurde am 18. März 1995 in Stockholm geboren. Ihr Debüt gab sie 2009 in dem Film Så olika. Anschließend trat sie in einer Folge in Real Humans – Echte Menschen und in 15 - Det är mitt liv auf. Unter anderem bekam sie im selben Jahr in dem Film Sune i Grekland eine Hauptrolle. Außerdem war Elfström 2013 in Sune på bilsemester zu sehen. 2014 wurde sie für den Film Sune i fjällen gecastet.

## Filmografie
- 2009: Så olika
- 2012: Real Humans – Echte Menschen (Äkta människor, Fernsehserie, 1 Episode)
- 2012: 15 - Det är mitt liv (Fernsehserie, 1 Episode)
- 2012: Sune i Grekland
- 2013: Sune på bilsemester
- 2014: Sune i fjällen